# Howard Baker
Howard Baker, Jr. (Huntsville, 1925. november 15. – Huntsville, 2014. június 26.) amerikai, az Amerikai Egyesült Államok szenátora (Tennessee, 1967–1985).